# 凱馬區
16°22′53″S 71°32′44″W / 16.38139°S 71.54556°W
凱馬區（西班牙語：Distrito de Cayma），是秘魯的一個區，位於該國南部阿雷基帕大區的阿雷基帕省，面積246.31平方公里，海拔高度2,403米，2005年人口75,908，人口密度每平方公里310人。